# Gisela (Karl den Stores datter)
 For alternative betydninger, se Gisela. (Se også artikler, som begynder med Gisela)
Gisela (ca. 781 – 808) var Karl den Stores datter fra hans ægteskab med Hildegard. Lidet kendes til hendes liv. Hun skal ikke forveksles med sin tante Gisela, efter hvem hun sandsynligvis var opkaldt.